# 耶尔
耶尔（法語發音：[jɛʁ] ⓘ），法国东南部城市，普罗旺斯-阿尔卑斯-蓝色海岸大区瓦尔省的一个市镇，隶属于土伦区，其市镇面积为132.38平方公里，2022年1月1日时人口数量为55,384人，是该省人口第二多的市镇，在法国城市中排名第107位。
耶尔位于瓦尔省南部，地中海海滨，市中心距离土伦大约16公里，是土伦普罗旺斯地中海都会区的组成部分，其市镇范围亦包括了地中海上的四座岛屿（波克罗勒岛、克罗港岛、勒旺岛和巴戈岛）。耶尔自古典时期即已形成城镇，罗马时期为一处奥皮杜姆，中世纪时是普罗旺斯重要的港口，近现代逐渐成为旅游城市，因当地的地中海气候及自然风景而闻名，被称为“棕榈树之城”。

## 地名来源
“耶尔”一名最初于公元963年以“Eyras”的形式被记载，该名称来源于拉丁语单词“area”，意为“广阔的天地”，衍生含义为“房屋、花园”。

## 历史

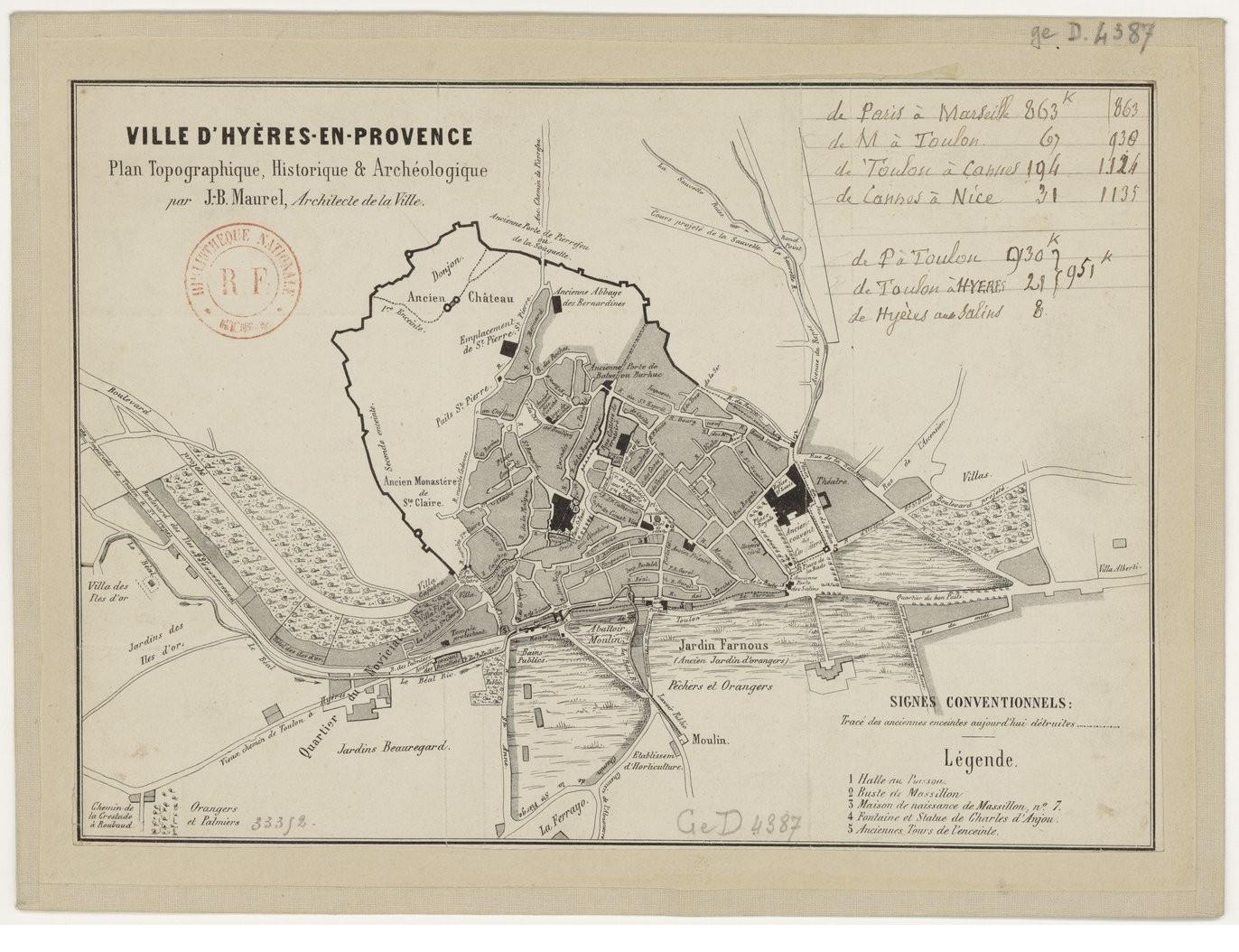
19世纪末的耶尔地图

耶尔在公元前五世纪左右就已形成聚落，彼时，来自地中海东部沿岸的古希腊人在此建立了奥尔比亚，作为商业港口。罗马人入侵后，奥尔比亚被改建成为奥皮杜姆。贡特朗时期，受到海岸线侵蚀影响，奥尔比亚逐渐被废弃，当地居民在距离海岸线约4公里处兴建了新的城镇，被称为“Castrum Aracarum”，即耶尔城堡。为抵御海盗入侵，耶尔城堡多次进行了加固。13世纪左右，耶尔成为普罗旺斯地区的一个重要商业中心，后因黑死病疫情而衰落。15世纪后，耶尔以及整个普罗旺斯地区被划入法兰西王国。法国大革命后，耶尔成为瓦尔省的一个市镇。工业革命期间，一条沿地中海沿岸延伸的地方铁路由耶尔经过，后因维护成本过高而废弃。二战后，耶尔因旅游业而获得发展，当地出现了大批度假区以及游客接待设施。

## 地理

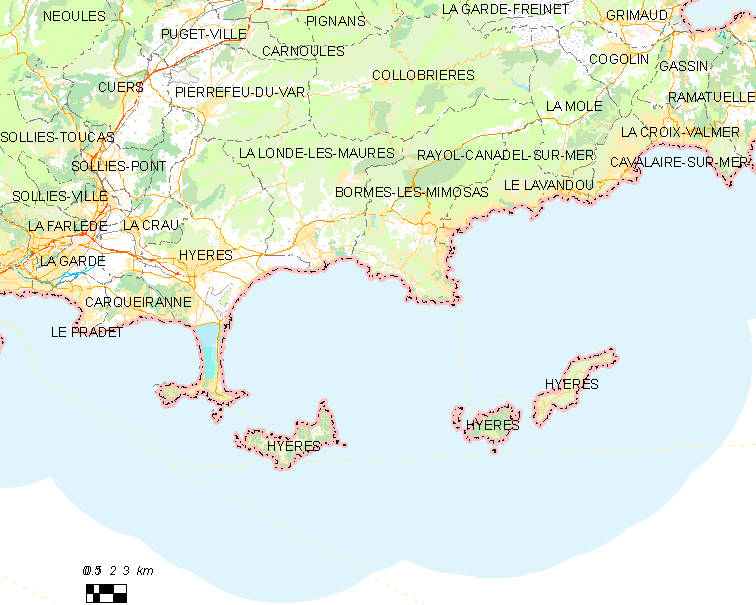
耶尔市镇范围地图

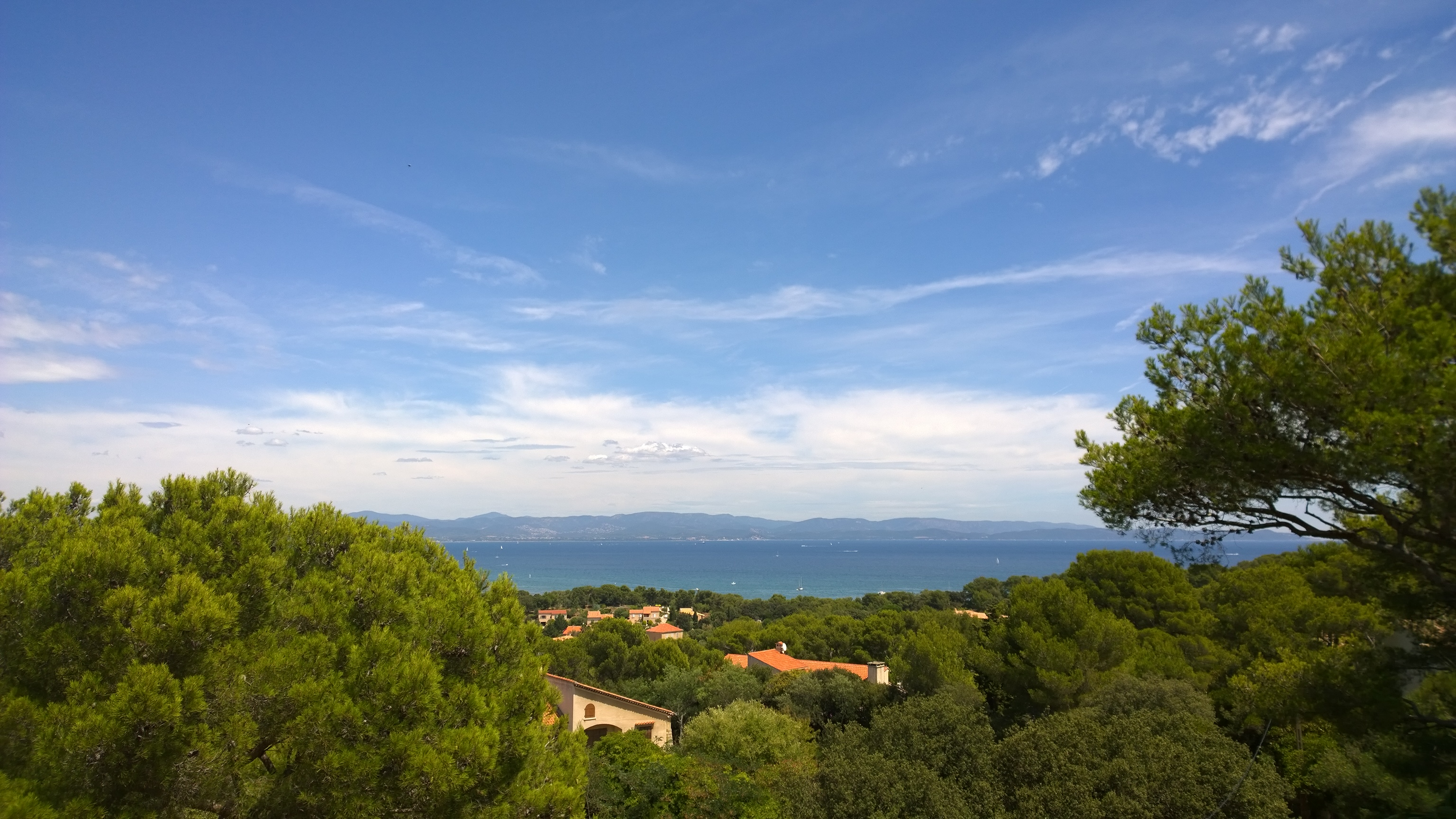
耶尔附近的自然风光

耶尔位于法国东南部，普罗旺斯-阿尔卑斯-蓝色海岸大区南部和瓦尔省西南部，距离省会土伦大约16公里。与耶尔接壤的市镇包括：卡尔凯拉讷、拉克罗、拉隆德莱莫尔、皮埃尔弗迪瓦尔。

### 地形
耶尔位于普罗旺斯南部沿海山地，境内以平原和丘陵为主，市镇中心地势较为平坦，市区北部及西南部为山地，全境海拔在0到364米之间。

### 水文
加波河自西北向东南流经市镇范围东部，并在此注入地中海，此外耶尔境内还有多处海岸河，沿海则有滩涂分布。

### 植被
耶尔属于亚热带常绿硬叶林区，奥尔比尤斯-里基耶公园（Parc Olbius Riquier）是当地主要的城市绿地，林地则广泛分布于市区北部及西南部的山地地区，波克罗勒岛和克罗港岛则被划入克罗港岛国家公园。
在鲜花城市的评比中，耶尔被评为4星级（最高级）鲜花城市。

### 气候
耶尔在柯本气候分类法中属于地中海气候，日照充足，总体降水较少，且雨热不同期。
耶尔境内设有气象站，以下为该气象站的数据（其中日照数据土伦）：
| 耶尔1981年－2019年  | 耶尔1981年－2019年 | 耶尔1981年－2019年 | 耶尔1981年－2019年 | 耶尔1981年－2019年 | 耶尔1981年－2019年 | 耶尔1981年－2019年 | 耶尔1981年－2019年 | 耶尔1981年－2019年 | 耶尔1981年－2019年 | 耶尔1981年－2019年 | 耶尔1981年－2019年 | 耶尔1981年－2019年 | 耶尔1981年－2019年 |
| 月份                | 1月                | 2月                | 3月                | 4月                | 5月                | 6月                | 7月                | 8月                | 9月                | 10月               | 11月               | 12月               | 全年               |
| ------------------- | ------------------ | ------------------ | ------------------ | ------------------ | ------------------ | ------------------ | ------------------ | ------------------ | ------------------ | ------------------ | ------------------ | ------------------ | ------------------ |
| 历史最高温 °C（°F） | 23 (73)            | 23.3 (73.9)        | 25.9 (78.6)        | 30 (86)            | 35.6 (96.1)        | 36.5 (97.7)        | 42.3 (108.1)       | 37.8 (100.0)       | 36.5 (97.7)        | 29.7 (85.5)        | 25 (77)            | 23.9 (75.0)        | 42.3 (108.1)       |
| 平均高温 °C（°F）   | 13.1 (55.6)        | 13.4 (56.1)        | 15.5 (59.9)        | 17.4 (63.3)        | 21.3 (70.3)        | 25.1 (77.2)        | 28.2 (82.8)        | 28.4 (83.1)        | 25 (77)            | 21 (70)            | 16.6 (61.9)        | 13.9 (57.0)        | 19.9 (67.8)        |
| 日均气温 °C（°F）   | 8.7 (47.7)         | 8.9 (48.0)         | 10.9 (51.6)        | 12.9 (55.2)        | 16.6 (61.9)        | 20.2 (68.4)        | 23 (73)            | 23.1 (73.6)        | 20.1 (68.2)        | 16.8 (62.2)        | 12.5 (54.5)        | 9.7 (49.5)         | 15.3 (59.5)        |
| 平均低温 °C（°F）   | 4.4 (39.9)         | 4.3 (39.7)         | 6.3 (43.3)         | 8.4 (47.1)         | 11.9 (53.4)        | 15.3 (59.5)        | 17.8 (64.0)        | 17.8 (64.0)        | 15.2 (59.4)        | 12.5 (54.5)        | 8.4 (47.1)         | 5.5 (41.9)         | 10.7 (51.3)        |
| 历史最低温 °C（°F） | −11 (12)           | −7.1 (19.2)        | −5.9 (21.4)        | −0.4 (31.3)        | 1 (34)             | 6.5 (43.7)         | 9.9 (49.8)         | 8.6 (47.5)         | 6 (43)             | 2.3 (36.1)         | −2 (28)            | −4.9 (23.2)        | −11 (12)           |
| 平均降水量 mm（）   | 79.1 (3.11)        | 52.6 (2.07)        | 40.7 (1.60)        | 60.4 (2.38)        | 40.6 (1.60)        | 35.8 (1.41)        | 7.5 (0.30)         | 19.3 (0.76)        | 55.4 (2.18)        | 105.4 (4.15)       | 81.3 (3.20)        | 73.9 (2.91)        | 652 (25.7)         |
| 月均日照時數        | 141                | 156.5              | 227.3              | 232                | 236.9              | 328.2              | 417.2              | 369.4              | 247.8              | 178.2              | 150.9              | 136.8              | 2,822.2            |
| 来源：infoclimat.fr |                    |                    |                    |                    |                    |                    |                    |                    |                    |                    |                    |                    |                    |

## 行政区划
耶尔是法国普罗旺斯-阿尔卑斯-蓝色海岸大区瓦尔省的一个市镇，编号为83069。耶尔隶属于土伦区和瓦尔省第三选区，管理耶尔县，另有部分市镇范围属于拉克罗县，同时也是土伦普罗旺斯地中海都会区的组成部分。
耶尔市镇被划为多个街区，其中莱鲁日耶尔谷（Le Val Des Rougières）和旧城中心（Le Centre Ancien）两个街区实行街区自治制度。
法国国家统计与经济研究所（简称）在进行数据统计时，将耶尔及相邻的另外26个市镇设为土伦城市核心区，并将包括核心区在内的周边共40个市镇划为土伦城市区。自2020年起，土伦城市区被拆分，耶尔被划入包含35个市镇的土伦城市辐射区内代替。此外，还将耶尔市镇分为了29个“块区”（IRIS），以便于统计人口分布情况。

## 交通

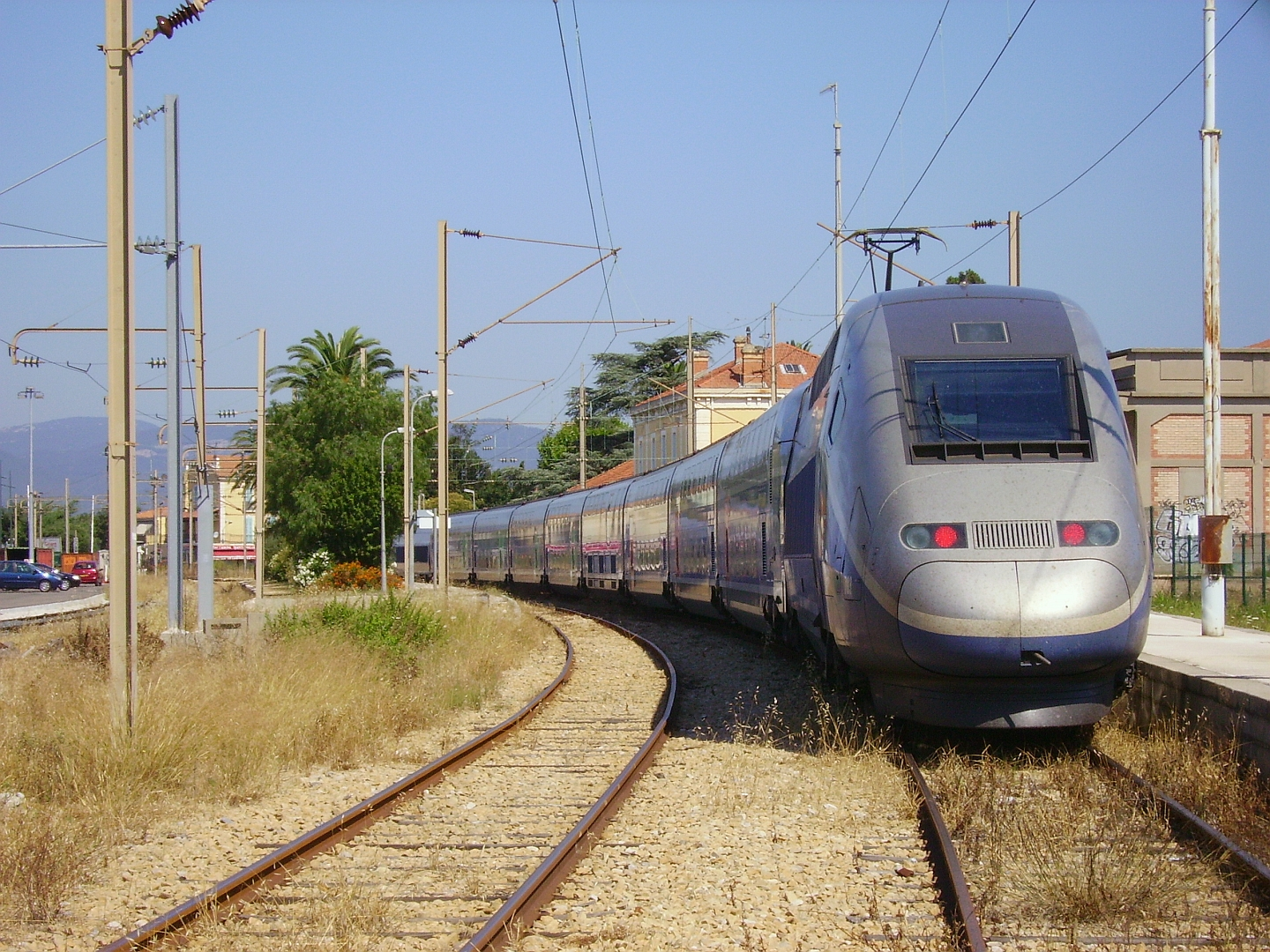
耶尔火车站内停靠的高速列车

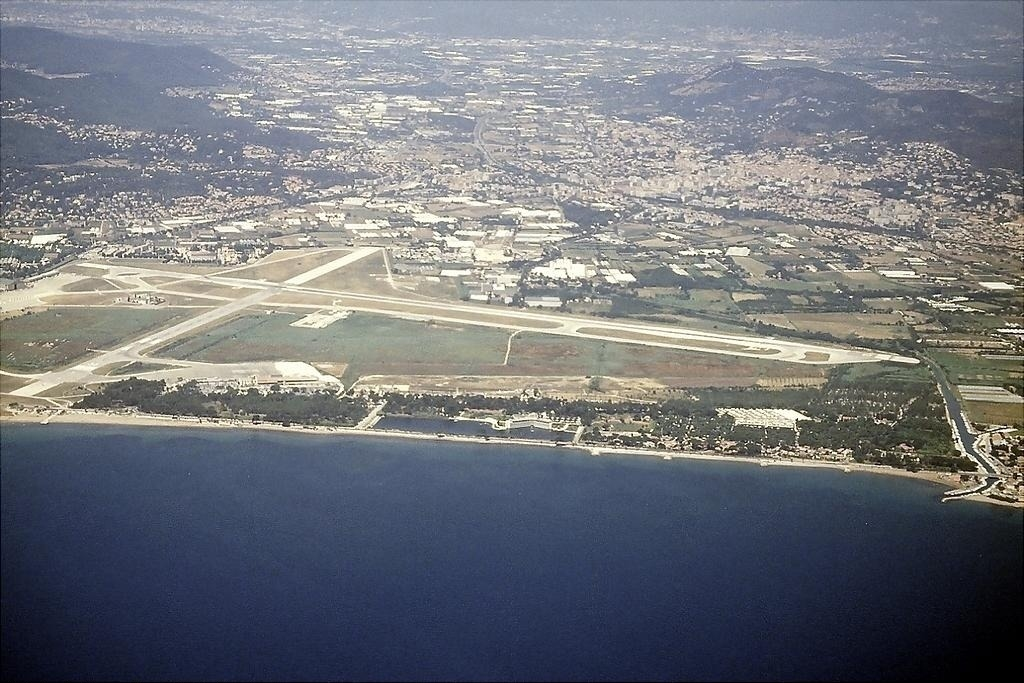
土伦-耶尔机场

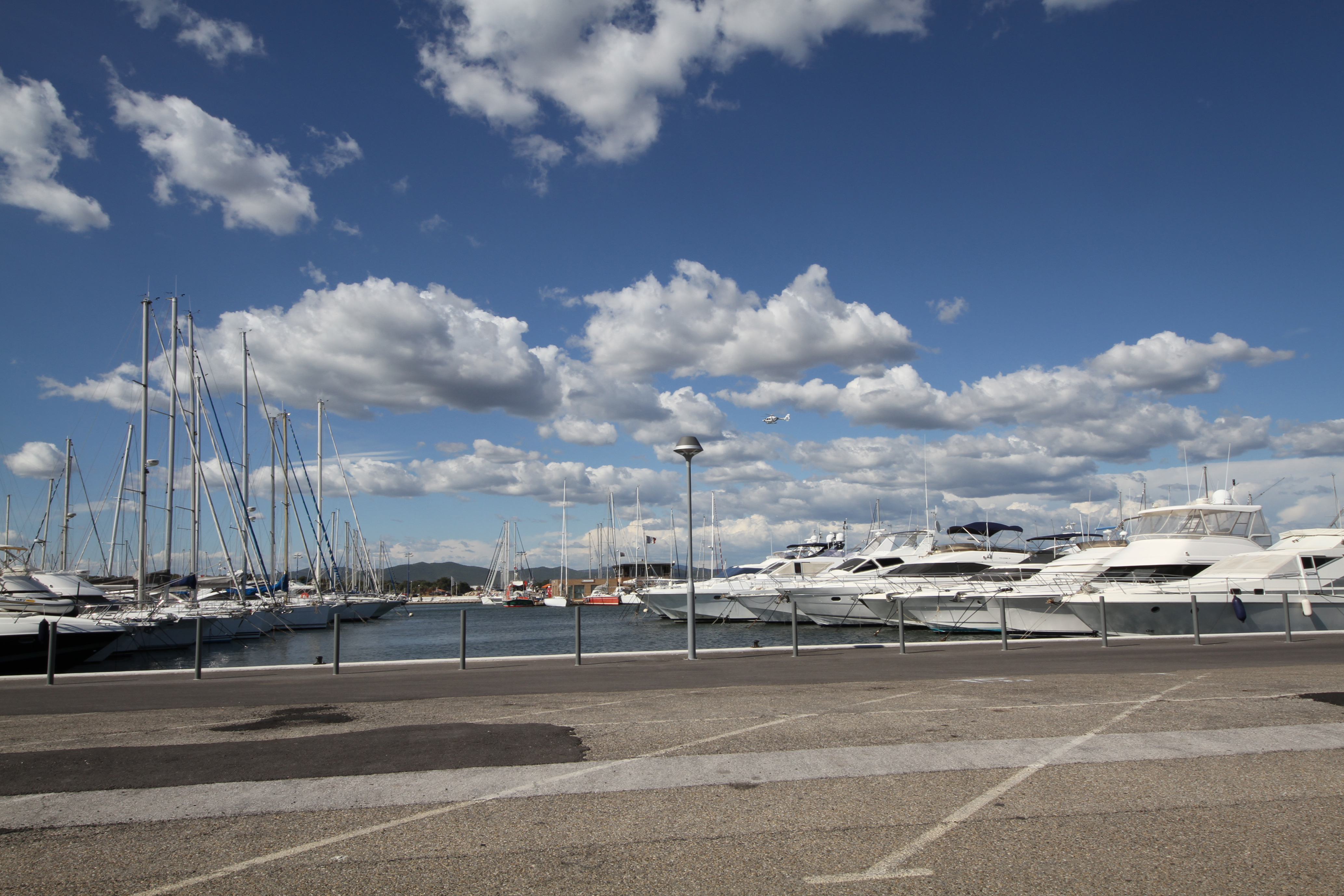
耶尔港口

### 公路
A570高速公路和多条瓦尔省省道在耶尔境内交汇，普罗旺斯-阿尔卑斯-蓝色海岸大区下属的瓦尔省7803线城际客运线路连接耶尔和圣特罗佩。
2017年，56.5%的耶尔家庭拥有至少一辆私人汽车。2019年，耶尔境内共发生各类交通事故37起，造成1人遇难，51人受伤。

### 铁路
耶尔位于拉波利讷耶尔－耶尔地区莱萨兰铁路上。耶尔站位于市区南部，每天开行一班直达巴黎的高速列车以及十余班前往马赛的区域列车。

### 航空
土伦-耶尔机场位于耶尔市区东部，是一个区域性的民用航空站，开行前往巴黎、南特、布雷斯特三地的固定航线，以及前往多个欧洲城市的季节性航线。

### 水运
TLV-TVM是当地的一个区域航运公司，负责经营往返于大陆以及耶尔群岛之间共六条轮渡航线的运营。

### 城市公共交通
耶尔是土伦城市公共交通（商业名称为）的服务范围。截至2021年8月，该系统共包括数十条公交线路，其中12条线路经过耶尔市区。

## 政治
耶尔的现任市长为让-皮埃尔·吉朗先生，他是共和党的一名成员，在2020年的市政选举中获得了48.2%的支持率。
在2017年的法国总统大选中，法国第25任总统埃马纽埃尔·马克龙在耶尔获得了56.33%的支持率。
| 耶尔历届市长   |                                     |                                              |
| 任期           | 市长                                | 党派                                         |
| 1944年－1947年 | Édouard Cordier 爱德华·科尔迪耶     | DVG左翼无党派人士                            |
| 1947年－1958年 | Joseph Clotis 约瑟夫·克洛蒂         | 不详                                         |
| 1958年－1965年 | Alfred Décugis 阿尔弗雷德·德屈吉    | UNR新共和国联盟                              |
| 1965年－1967年 | Pierre Harlaut 皮埃尔·阿洛          | DVD右翼无党派人士                            |
| 1967年－1968年 | Victor Ponel 维克多·波内尔          | 不详                                         |
| 1968年－1969年 | Georges Caton 乔治·卡东             | PCF法国共产党                                |
| 1969年－1971年 | Jacques Pillement 雅克·皮耶芒       | 不详                                         |
| 1971年－1977年 | Mario Bénard 马里奥·贝纳尔          | UDR共和国保卫联盟 →RPR保衛共和聯盟           |
| 1977年－1978年 | Jean-Jacques Perron 让-雅克·佩龙    | PS社会党                                     |
| 1978年－1983年 | Gaston Biancotto 加斯东·比安科托    | PS社会党                                     |
| 1983年－2008年 | Léopold Ritondale 利奥波德·里通达莱 | UDF法国民主联盟 →DL民主自由 →UMP人民运动联盟 |
| 2008年－2014年 | Jacques Politi 雅克·波利蒂          | DVD右翼无党派人士                            |

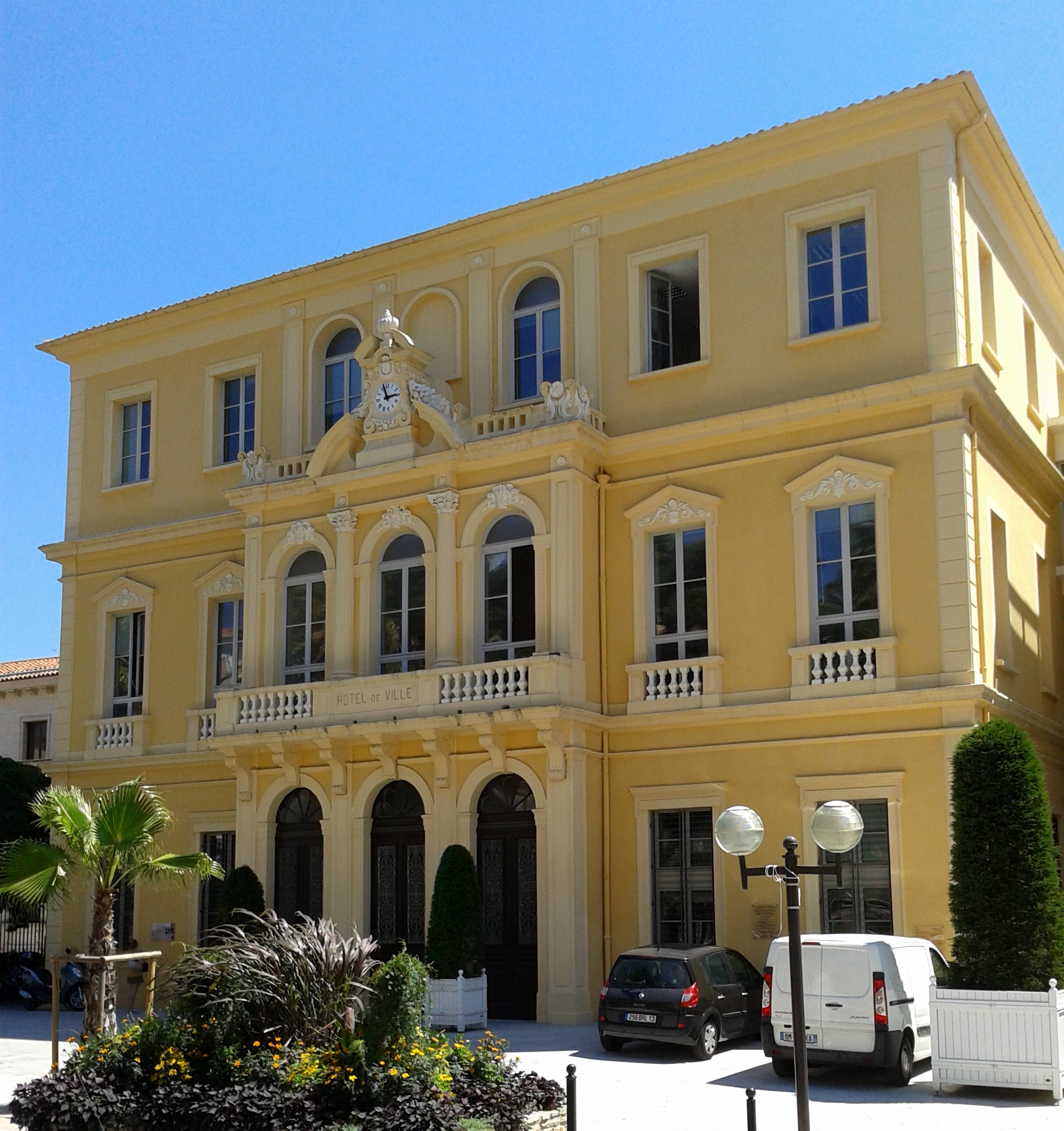
耶尔市政厅

| 2014年－       | Jean-Pierre Giran 让-皮埃尔·吉朗    | UMP人民运动联盟 →LR共和黨                    |

## 人口
2018年，耶尔市镇人口数量为55,069，在法国排名第107位。其中男性26,177人，女性29,411人，75岁及以上人口占13.2%，外籍人口数量为12,359人，人口密度为416人/平方公里，当地居民被称为（男性）或（女性）。2019年，耶尔境内出生470人，死亡人口728人。
| 年份   | 1936   | 1946   | 1954   | 1962   | 1968   | 1975   | 1982   | 1990   | 1999   | 2006   | 2011   | 2016   | 2018   |
| ------ | ------ | ------ | ------ | ------ | ------ | ------ | ------ | ------ | ------ | ------ | ------ | ------ | ------ |
| 人口數 | 26,378 | 23,654 | 29,061 | 28,505 | 34,875 | 36,123 | 38,999 | 48,043 | 51,417 | 55,007 | 54,527 | 55,772 | 55,069 |

## 经济
截止2021年8月，耶尔共有各类用人单位12,759家，平均历史为16年，其中99.48%为中小型企业（PME）。（药妆）、（花卉）及（药妆）是当地2019年营业额最高的三个企业，分别为105,276,576欧元、31,734,719欧元和29,405,275欧元。

## 财政收入
2019年，耶尔的财政收入总额为81,653,100欧元，财政支出总额为73,381,500欧元，当年的债务总额为18,851,300欧元。2020年，耶尔共获得8,536,625欧元的国家财政补助，比上一年增加了0.03%。
2017年，耶尔的人均月收入总额为2,072欧元，其中高级职员为3,758欧元，低于法国平均水平（4,214欧元）；中级职员为2,251欧元，低于法国平均水平（2,353欧元）；普通职员为1,618欧元，亦低于法国平均水平（1,690欧元）。
2017年，耶尔境内的青壮年（15至64岁）失业率为14.9%，当地53.2%的家庭拥有纳税资格，平均纳税3,522欧元，低于法国平均水平（3,888欧元）。

## 社会事务

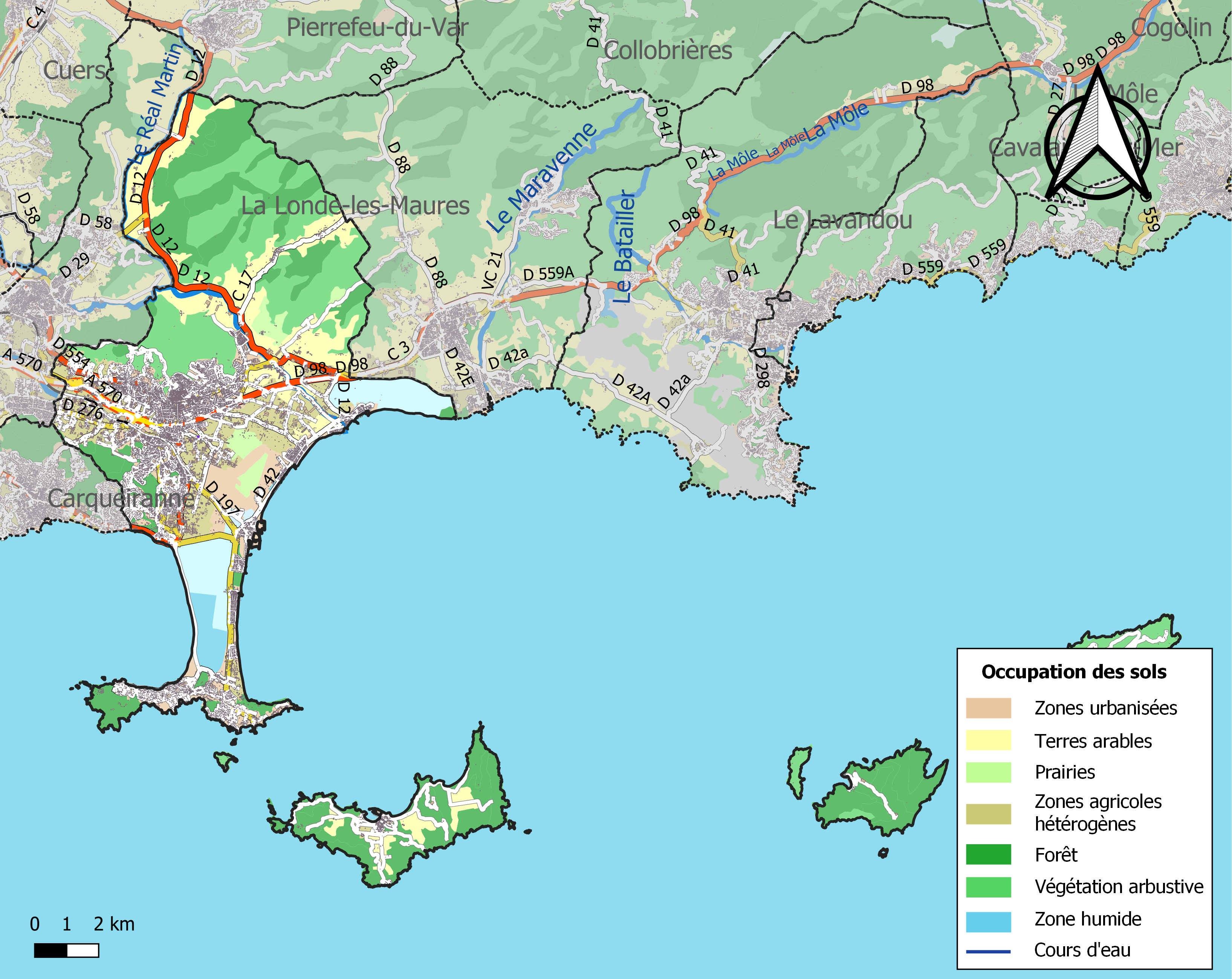
耶尔土地利用情况地图

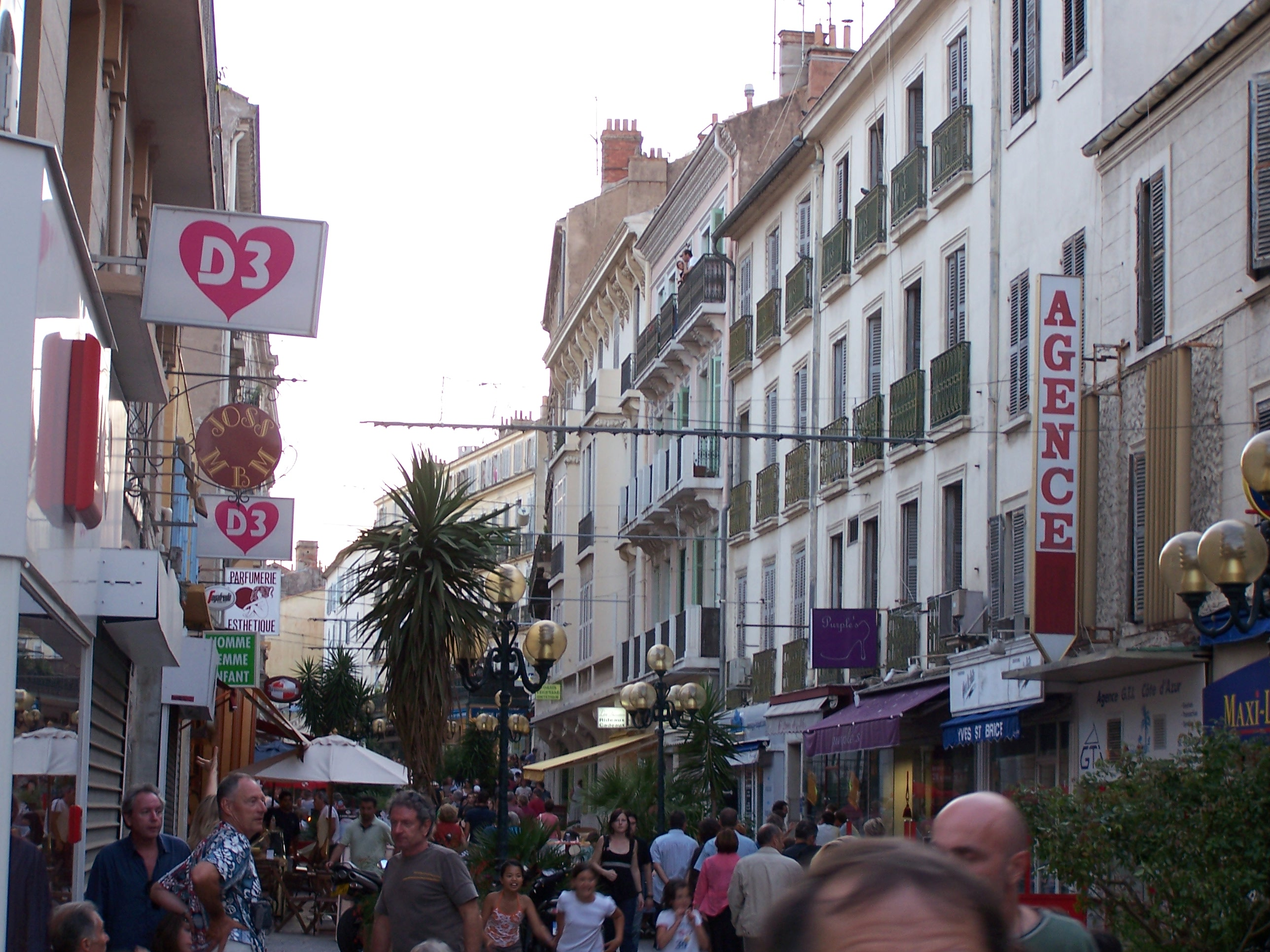
耶尔市中心的商业街

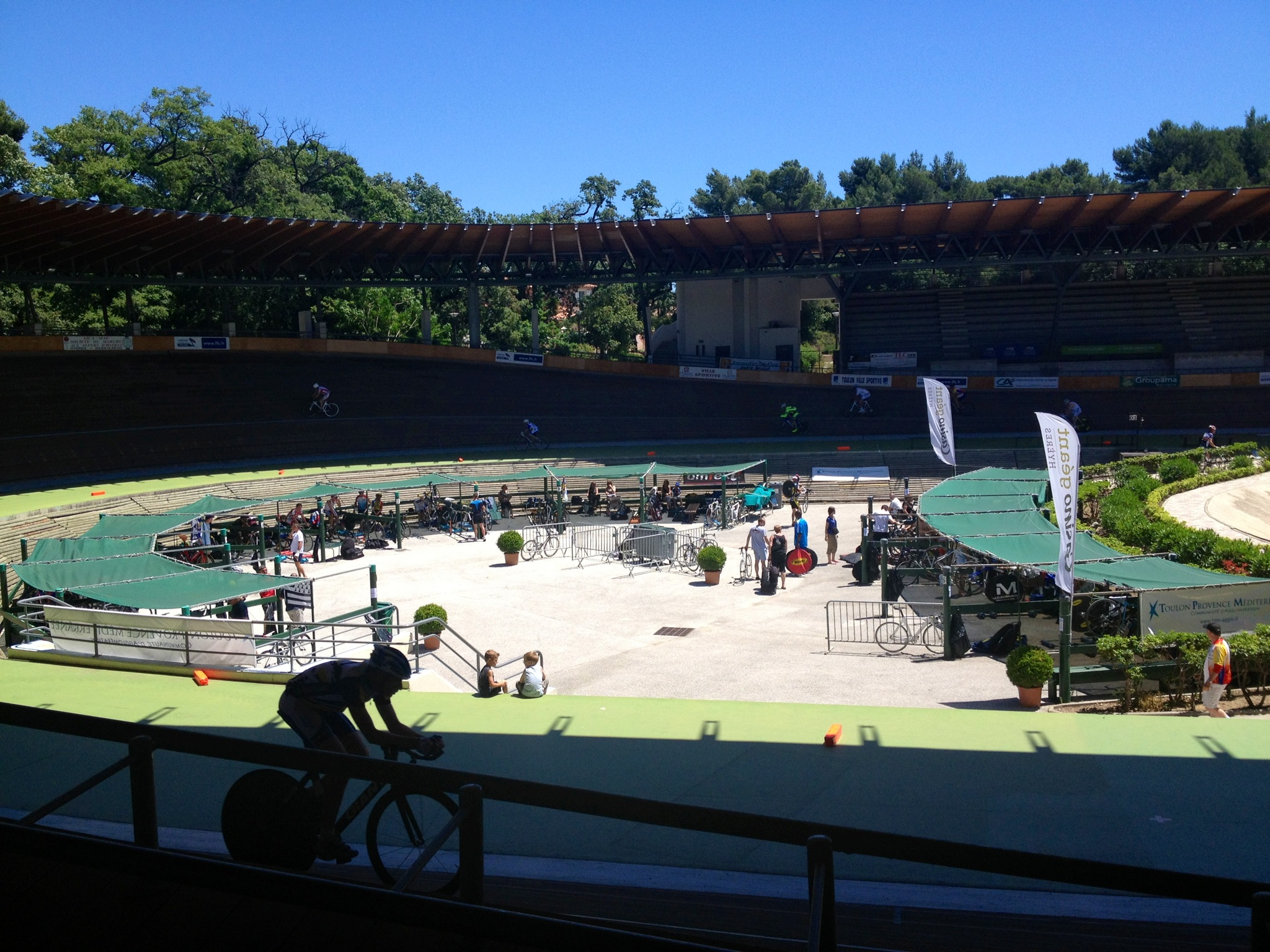
耶尔土伦普罗旺斯地中海自行车场

### 教育
耶尔属于尼斯学区。截止2019年1月1日，耶尔境内共有12所幼儿园、18所小学、4所初级中学、3所普通高中、1所农业高中和1所职业高中。2018至2019学年度，耶尔境内共有在校中等教育阶段学生6,298名。

### 医疗
截止2019年1月1日，耶尔境内共有全科医生77名、保健师156名、牙医58名、护士159名、耳科医生4名、眼科医生9名、皮肤科医生5名、助产士7名、儿科医生5名和妇科医生5名。境内共有药房25家、养老院10家、残疾人帮扶中心7家。
耶尔中心医院（Centre Hospitalier d'Hyères）是法国的一个区域性医疗机构，其主病区位于耶尔市区，设有床位221个，是当地规模最大的公立综合性医院。

### 住房
2017年，耶尔境内共有各类住房39,358套，其中29.3%为独立式居民区，69%为集中式居民区。常住房屋占耶尔市镇范围内居民建筑总量的67.4%。
在住房保障政策方面，2017年，耶尔境内共有5,090户家庭获得了住房经济补助，受益人数占总人口数量的9.2%，其中4,907份为房租补助。

### 商业
2019年，耶尔境内共有各类实体商铺1,990家，其中餐厅391家、大型超市14家、杂货店38家、面包房58家、肉铺23家、书店19家、装饰品店15家、银行门店24家、美容美发店110家、汽车维修店86家。市区西部建有Centr'Azur商业街区，核心卖场为卡西诺超市。

### 体育
2019年，耶尔境内共有2家游泳池、8间体育馆、1座综合体育场、18处网球场、5处马术场、7处足球或橄榄球场、3处篮球或排球场以及1处高尔夫球场。
截至2021年8月，耶尔境内共有五家注册足球俱乐部，耶尔足球俱乐部是当地的代表性俱乐部，成立于1911年，2021至2022赛季参加法国全国乙组联赛，其主场佩吕克球场可同时容纳1,700名观众。
耶尔橄榄球俱乐部成立于2010年，2021至2022赛季参加法国橄榄球全国甲组联赛（第四级别）。
土伦普罗旺斯地中海自行车场位于耶尔境内，建于1989年，可同时容纳超过两千名观众，是当地规模最大的体育设施。

### 环境
耶尔的环境事务由其所属的公共社区负责。2019年，耶尔境内共有1家污染企业。

### 治安
2019年，耶尔市镇范围内共有1处派出所和1处宪兵队。
2014年，耶尔及附近地区共发生各类案件3,567起，其中盗窃类案件2,338起，经济类案件280起，毒品交易类案件207起。

## 文化
2019年，耶尔境内共有1家电影院、1家博物馆和1家音乐厅。耶尔市政府提供多媒体中心，向公众全年开放。

### 建筑
耶尔境内有多处历史建筑，其中圣保罗教堂、圣路易教堂等为法国国家文物保护单位。

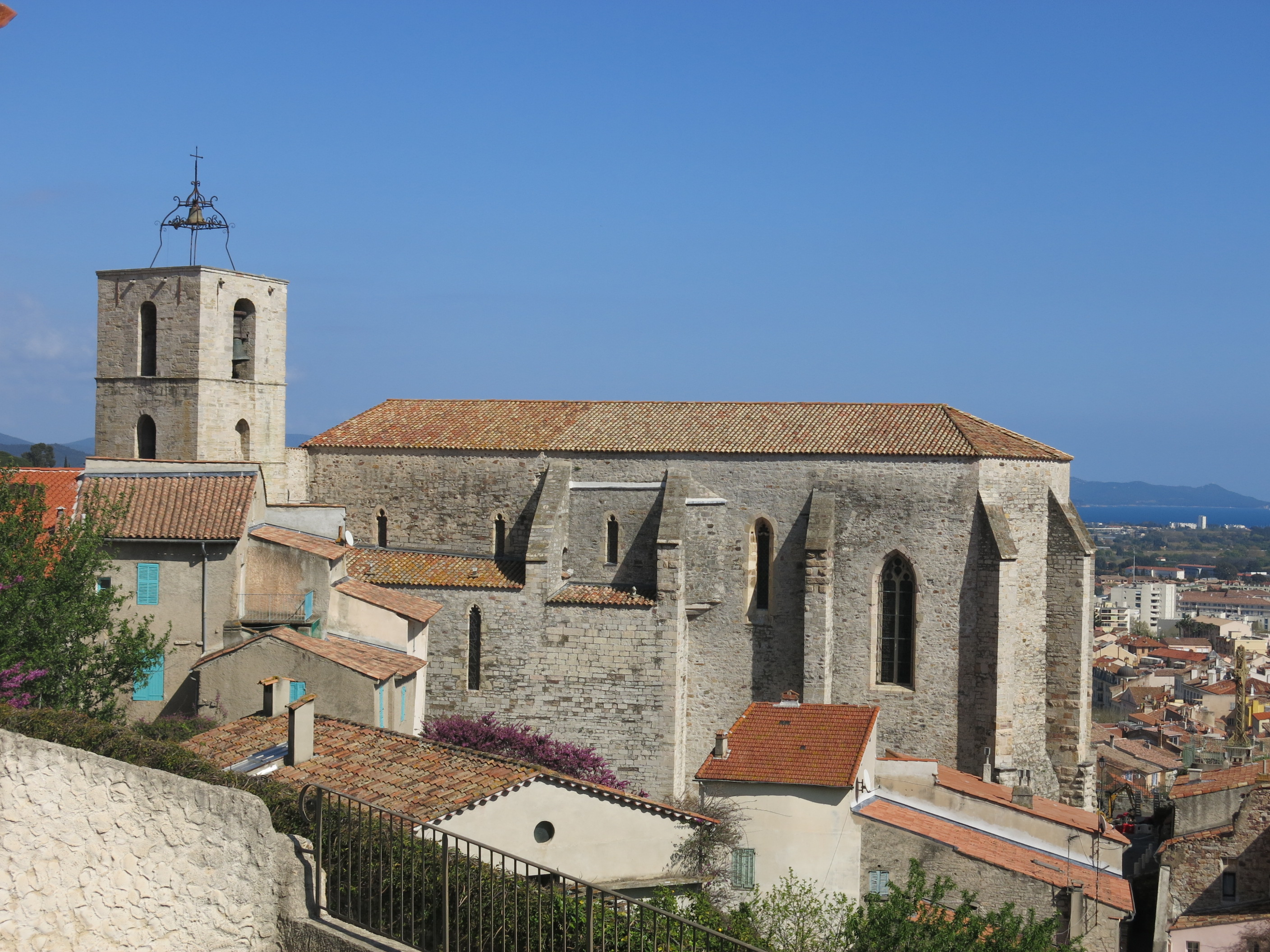
圣保罗教堂（法语：Église Saint-Paul d'Hyères）
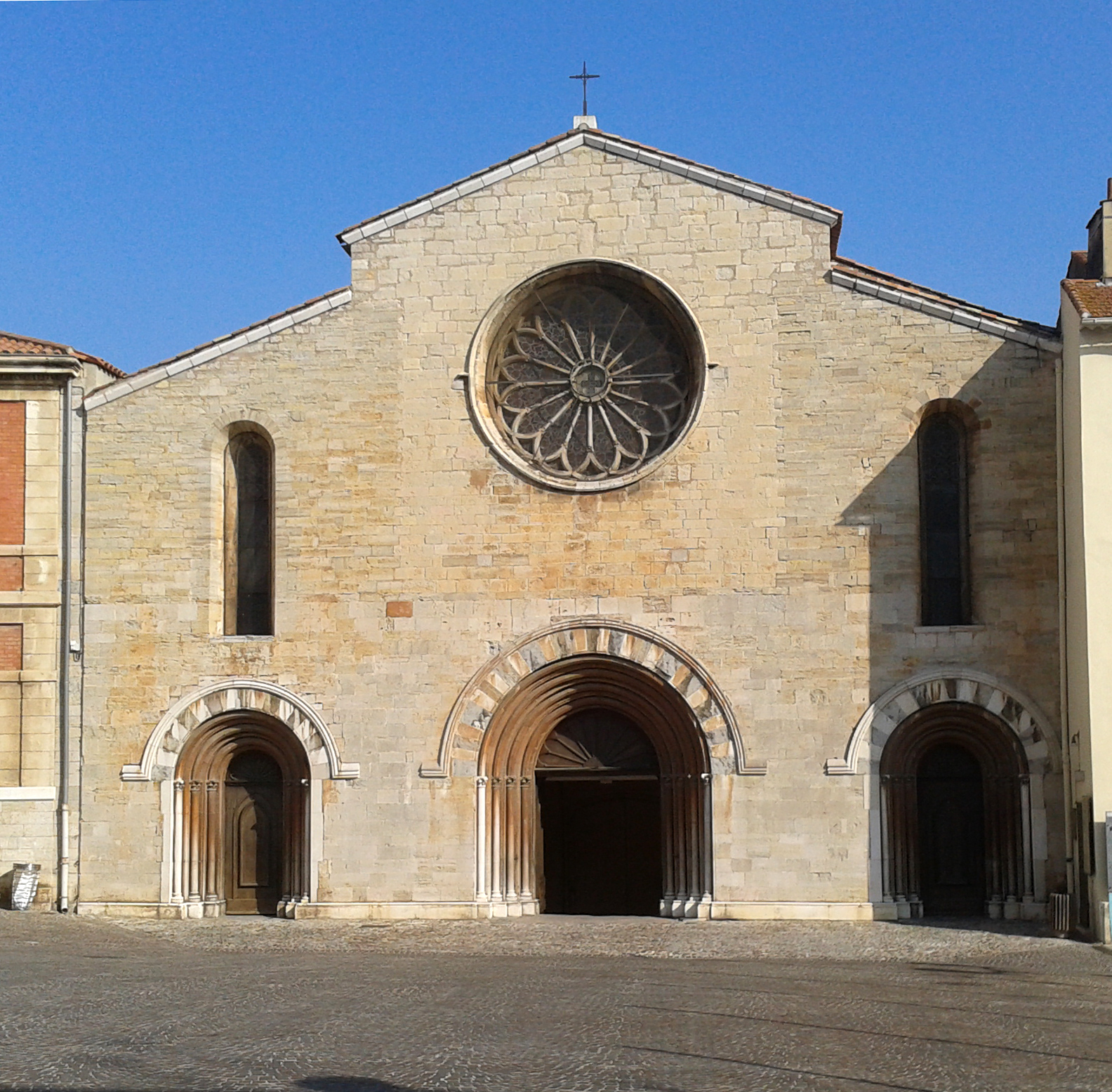
圣路易教堂（法语：Église Saint-Louis d'Hyères）
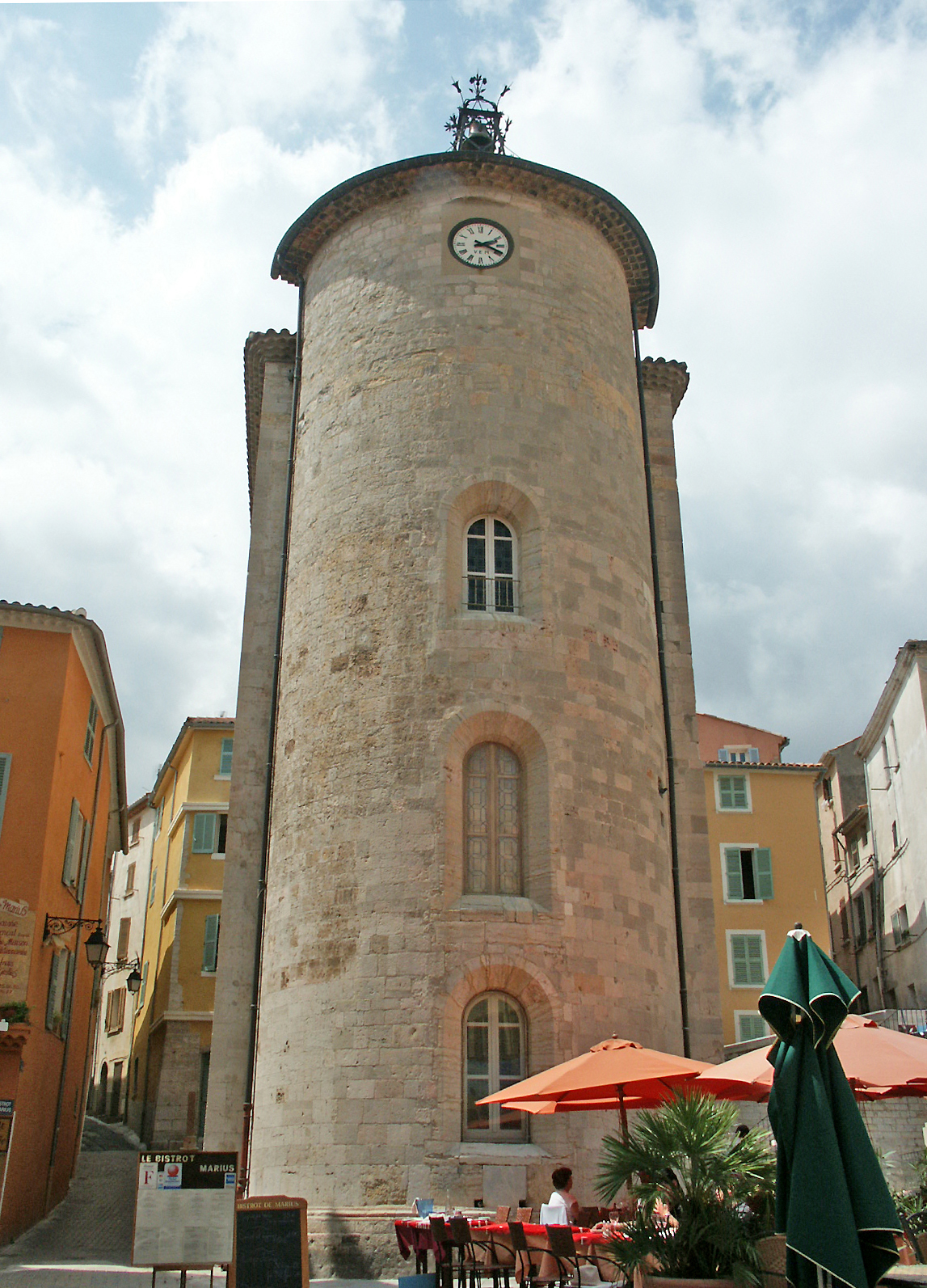
圣殿骑士团塔（法语：Chapelle Saint-Blaise d'Hyères）
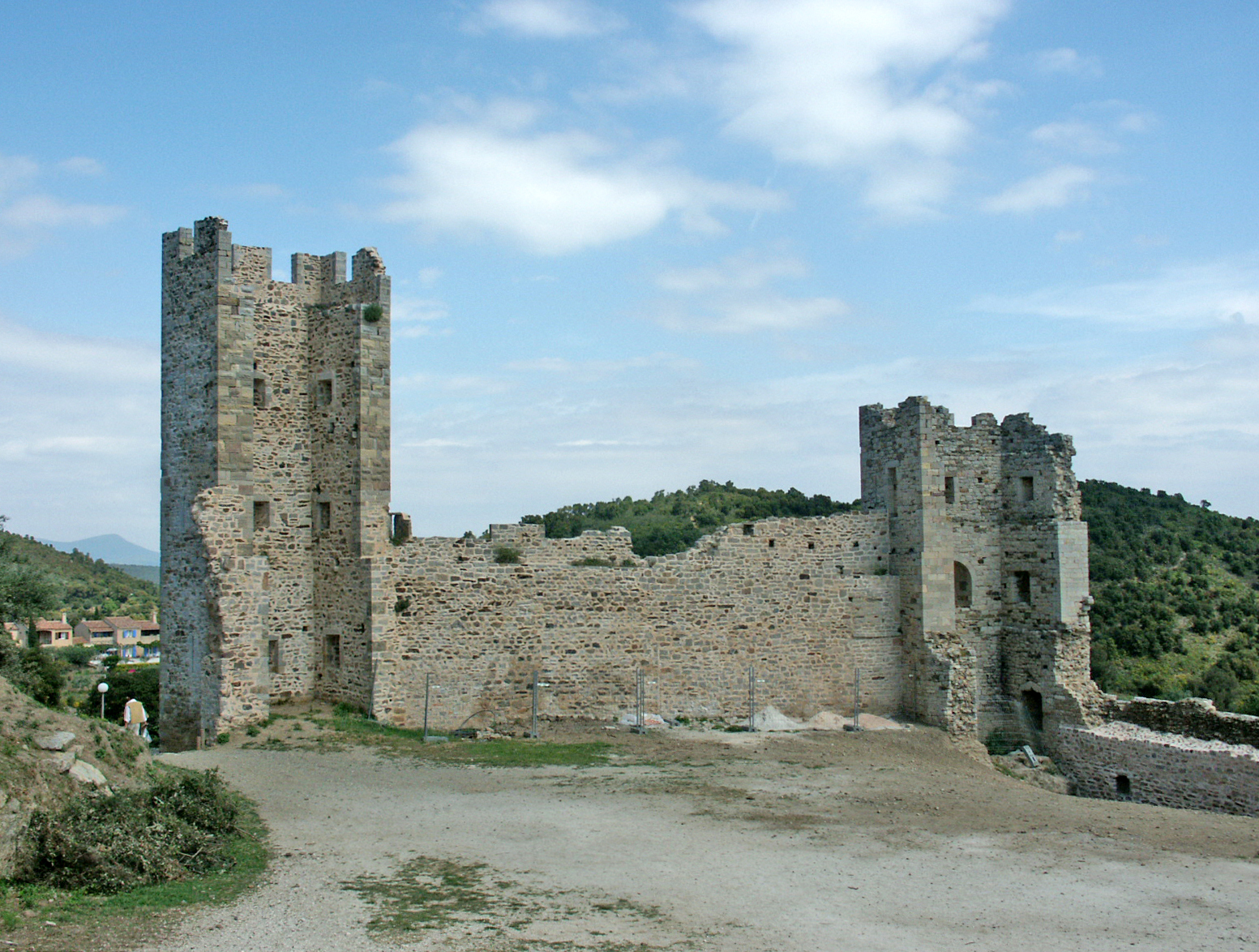
耶尔城堡（法语：Château d'Hyères）遗址
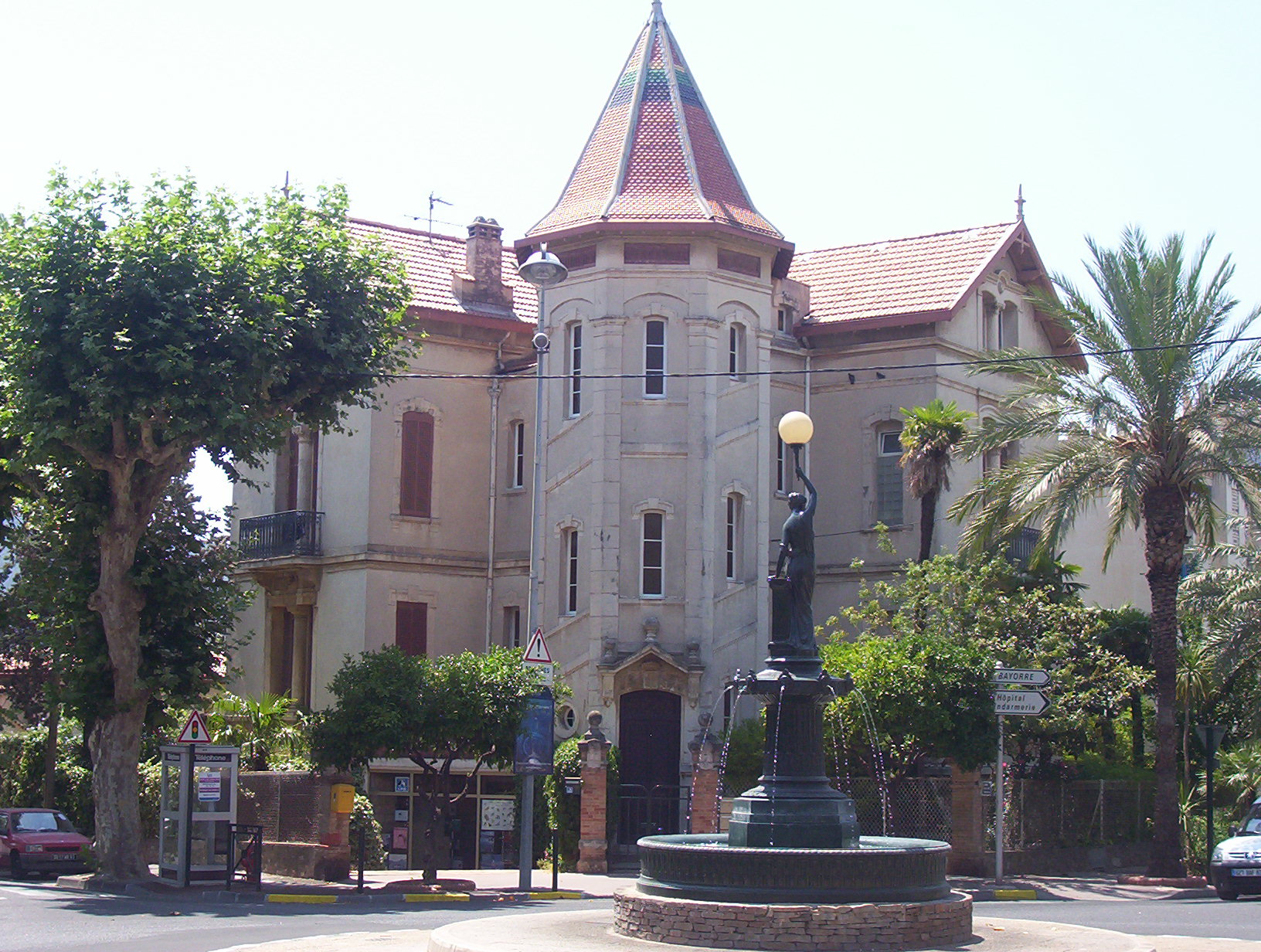
市中心传统建筑
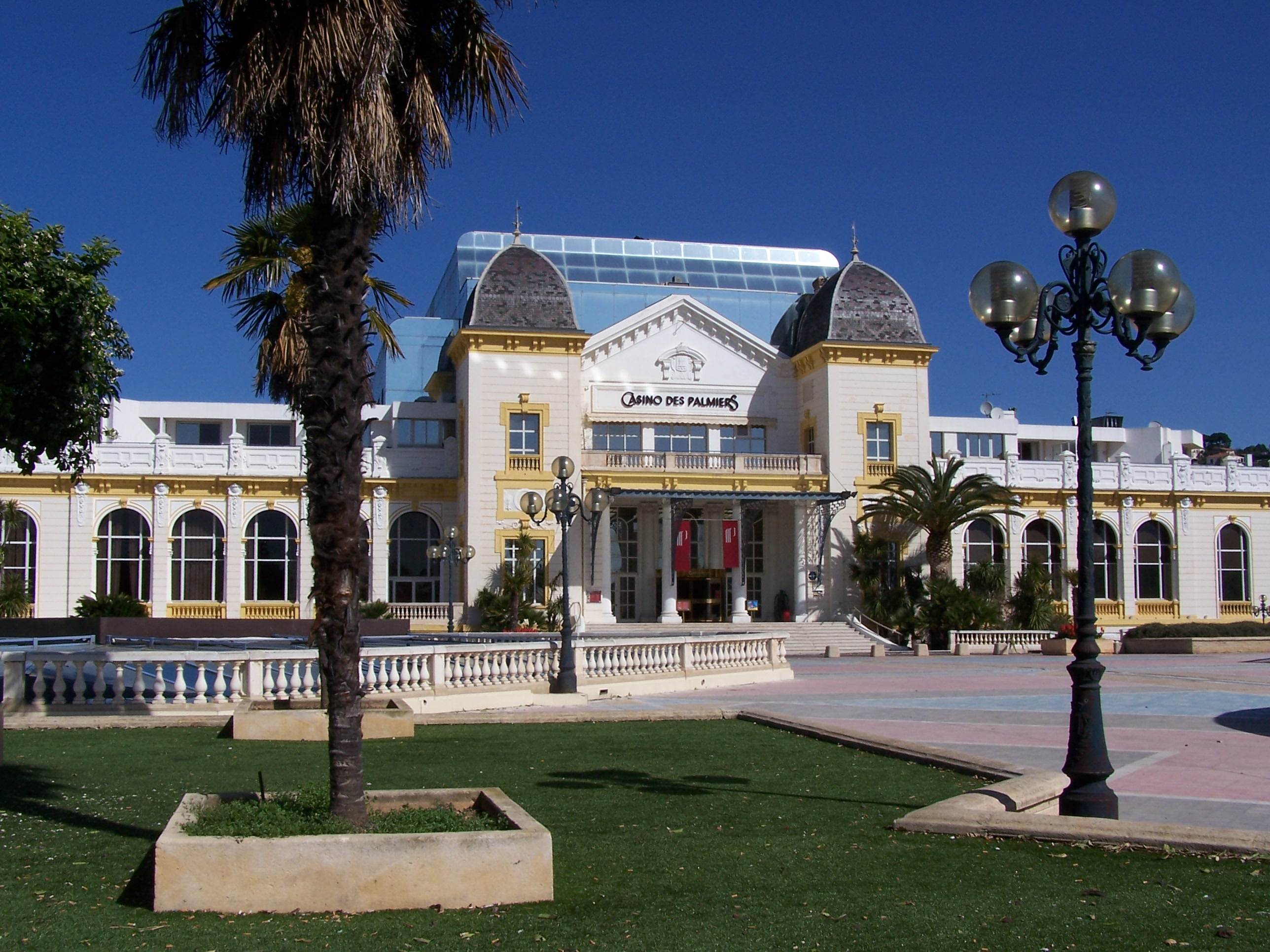
棕榈赌场
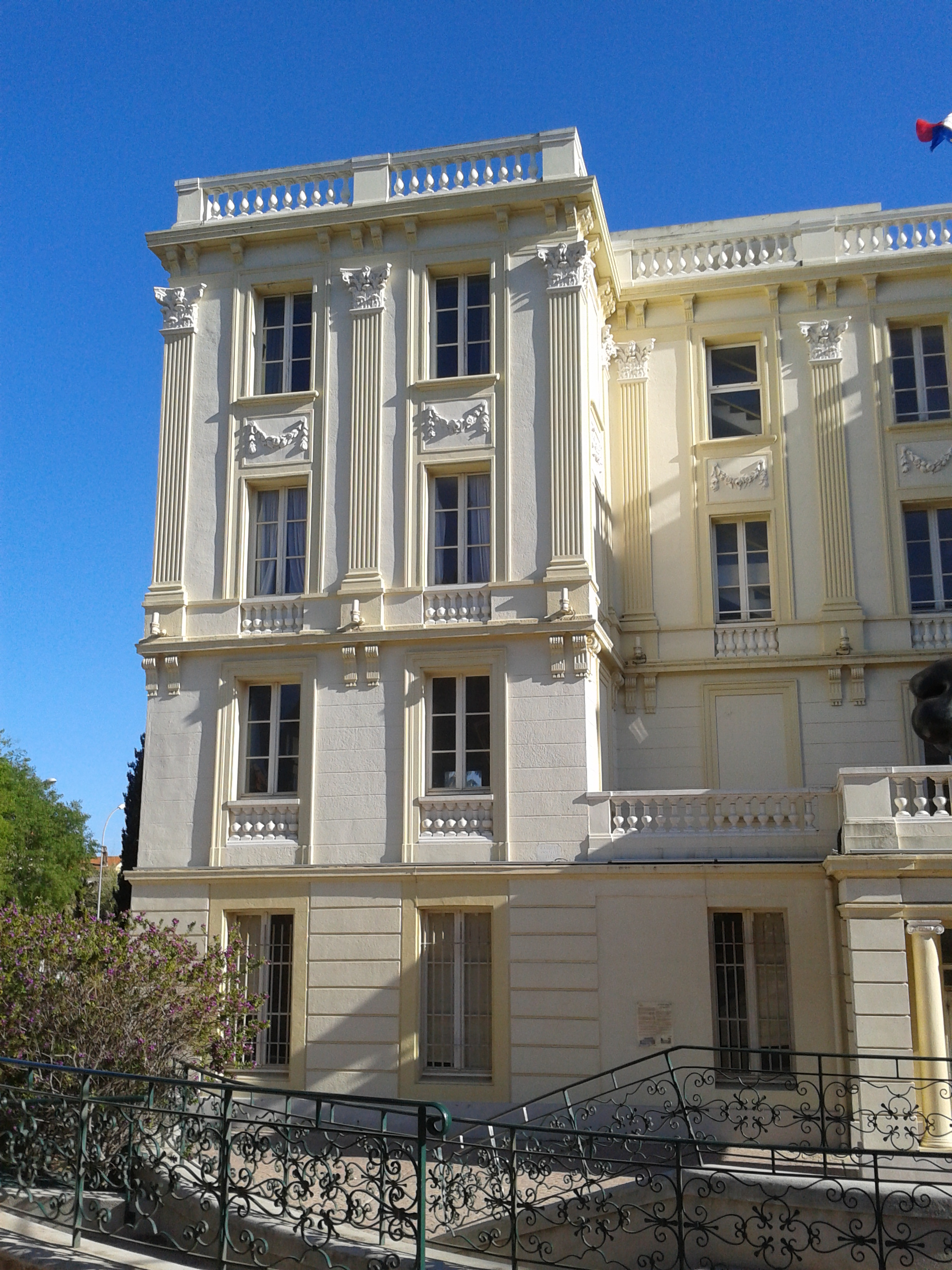
公园酒店

### 旅游
耶尔的旅游事务由其所属的公共社区负责。2020年，耶尔境内共有36家酒店共计1,123间房间；另有26个露营地，可容纳共4,145辆露营车。

### 媒体
法国主要的媒体均可在耶尔接收，法国电视三台下属的普罗旺斯-阿尔卑斯-蓝色海岸大区频道在部分时段播出耶尔所属区域的地方新闻。

## 相关人物
法国宗教人物让-巴蒂斯德·马西永、音乐家利奥内尔·贝尔蒙多、网球运动员克里斯蒂安·布叙和橄榄球运动员梅尔万·雅米内出生于耶尔。

## 友好城市
截至2021年8月，耶尔共与一座城市互为友好城市关系：
- 德国 罗特韦尔（1980年）